# Liste des conseillers départementaux de la Somme de 2021 à 2028

Cantons de la Somme après les élections de 2021

Cet article dresse la liste des 46 membres du Conseil départemental de la Somme élus lors de l'élection départementale de 2021, ainsi que les changements intervenus en cours de mandature.

## Composition du conseil départemental de laSomme
À l'issue des élections départementales de 2021, la majorité sortante « Unis pour la Somme - Centre, droite et indépendants » (LR - UDI - LC - DVD) obtient 28 sièges contre 18 pour les candidats « La Somme en commun » (PS - PCF - EELV - DVG - LRDG). Le Rassemblement national n'est plus représenté dans cette nouvelle assemblée départementale.

### Assemblée départementale le1erjuillet 2021
| Parti                                | Sigle | Sigle | Élus | Groupe                                            |
| ------------------------------------ | ----- | ----- | ---- | ------------------------------------------------- |
| Majorité (28 sièges)                 |       |       |      |                                                   |
| Union des démocrates et indépendants |       | UDI   | 12   | Unis pour la Somme Centre, droite et indépendants |
| Divers droite                        |       | DVD   | 10   | Unis pour la Somme Centre, droite et indépendants |
| Les Républicains                     |       | LR    | 4    | Unis pour la Somme Centre, droite et indépendants |
| Les Centristes                       |       | LC    | 1    | Unis pour la Somme Centre, droite et indépendants |
| La République en marche              |       | LREM  | 1    | Unis pour la Somme Centre, droite et indépendants |
| Opposition (18 sièges)               |       |       |      |                                                   |
| Parti socialiste                     |       | PS    | 7    | La Somme en commun                                |
| Divers gauche                        |       | DVG   | 2    | La Somme en commun                                |
| Les Radicaux de gauche               |       | LRDG  | 1    | La Somme en commun                                |
| Parti communiste français            |       | PCF   | 5    | Gauche démocrate républicaine                     |
| Divers gauche                        |       | DVG   | 2    | Avenir solidaire et durable                       |
| Europe Écologie Les Verts            |       | EÉLV  | 1    | Avenir solidaire et durable                       |
| Président du Conseil départemental   |       |       |      |                                                   |
| Stéphane Haussoulier (DVD)           |       |       |      |                                                   |

### Assemblée départementale actuelle
| Parti                                | Sigle | Sigle | Élus | Groupe                               |
| ------------------------------------ | ----- | ----- | ---- | ------------------------------------ |
| Majorité (27 sièges)                 |       |       |      |                                      |
| Union des démocrates et indépendants |       | UDI   | 10   | Unis pour la Somme                   |
| Divers droite                        |       | DVD   | 7    | Unis pour la Somme                   |
| Les Républicains                     |       | LR    | 2    | Unis pour la Somme                   |
| La République en marche              |       | LREM  | 2    | Unis pour la Somme                   |
| Les Centristes                       |       | LC    | 1    | Unis pour la Somme                   |
| Divers droite                        |       | DVD   | 3    | Somme droite, centre et indépendants |
| Les Républicains                     |       | LR    | 2    | Somme droite, centre et indépendants |
| Opposition (17 sièges)               |       |       |      |                                      |
| Parti socialiste                     |       | PS    | 7    | La Somme en commun                   |
| Divers gauche                        |       | DVG   | 2    | La Somme en commun                   |
| Parti communiste français            |       | PCF   | 5    | Gauche démocrate républicaine        |
| Divers gauche                        |       | DVG   | 2    | Avenir solidaire et durable          |
| Europe Écologie Les Verts            |       | EÉLV  | 1    | Avenir solidaire et durable          |
| Non-inscrit (2 sièges)               |       |       |      |                                      |
| Divers centre                        |       | DVC   | 1    |                                      |
| Divers gauche                        |       | DVG   | 1    |                                      |
| Président du Conseil départemental   |       |       |      |                                      |
| Stéphane Haussoulier (DVD)           |       |       |      |                                      |

## Liste des conseillers départementaux de la Somme
| Canton              | Conseillers               | Partis | Partis                   | Groupes                                                             |
| ------------------- | ------------------------- | ------ | ------------------------ | ------------------------------------------------------------------- |
| Abbeville-1         | Angelo Tonolli            |        | DVG                      | Avenir solidaire et durable                                         |
| Abbeville-1         | Julie Vast                |        | DVG                      | Avenir solidaire et durable                                         |
| Abbeville-2         | Stéphane Haussoulier      |        | DVD                      | Unis pour la Somme                                                  |
| Abbeville-2         | Sabrina Holleville-Milhat |        | DVD                      | Unis pour la Somme                                                  |
| Ailly-sur-Noye      | Pascal Bohin              |        | DVD                      | Unis pour la Somme                                                  |
| Ailly-sur-Noye      | Brigitte Lhomme           |        | DVD                      | Unis pour la Somme                                                  |
| Ailly sur Somme     | Catherine Benedini        |        | PS                       | La Somme en commun                                                  |
| Ailly sur Somme     | Jean-Jacques Stoter       |        | DVG (LRDG jusqu'en 2022) | La Somme en commun                                                  |
| Albert              | Franck Beauvarlet         |        | UDI                      | Unis pour la Somme                                                  |
| Albert              | Virginie Caron-Decroix    |        | LREM (UDI jusqu'en 2022) | Unis pour la Somme                                                  |
| Amiens 1            | Laurent Beuvain           |        | PCF                      | Gauche démocrate républicaine                                       |
| Amiens 1            | Dolorès Esteban           |        | PCF                      | Gauche démocrate républicaine                                       |
| Amiens 2            | Zohra Darras              |        | PS                       | La Somme en commun                                                  |
| Amiens 2            | Frédéric Fauvet           |        | PS                       | La Somme en commun                                                  |
| Amiens 3            | Esra Ercan                |        | EELV                     | Avenir solidaire et durable                                         |
| Amiens 3            | Jean-Claude Renaux        |        | PCF                      | Gauche démocrate républicaine                                       |
| Amiens 4            | Jean-Louis Piot           |        | PS                       | La Somme en commun                                                  |
| Amiens 4            | Guillemette Quiquempois   |        | PCF                      | Gauche démocrate républicaine                                       |
| Amiens 5            | Guillaume Duflot          |        | LR                       | Somme droite, centre et indépendants (Unis pour la Somme 2021-2022) |
| Amiens 5            | France Fongueuse          |        | UDI                      | Unis pour la Somme                                                  |
| Amiens 6            | Hubert de Jenlis          |        | LREM                     | Unis pour la Somme                                                  |
| Amiens 6            | Valérie Devaux            |        | UDI                      | Unis pour la Somme                                                  |
| Amiens 7            | Margaux Delétré           |        | LR                       | Unis pour la Somme                                                  |
| Amiens 7            | Olivier Jardé             |        | LC                       | Unis pour la Somme                                                  |
| Corbie              | Jean-Michel Bouchy        |        | UDI                      | Unis pour la Somme                                                  |
| Corbie              | Sabine Carton             |        | DVD                      | Unis pour la Somme                                                  |
| Doullens            | Christelle Hiver          |        | DVD                      | Unis pour la Somme                                                  |
| Doullens            | Laurent Somon             |        | LR                       | Somme droite, centre et indépendants (Unis pour la Somme 2021-2022) |
| Flixecourt          | René Lognon               |        | PCF                      | Gauche démocrate républicaine                                       |
| Flixecourt          | Nathalie Temmermann       |        | PS                       | La Somme en commun                                                  |
| Friville-Escarbotin | Monique Evrard            |        | DVD                      | Somme droite, centre et indépendants (Unis pour la Somme 2021-2022) |
| Friville-Escarbotin | Emmanuel Noiret           |        | DVD                      | Unis pour la Somme                                                  |
| Gamaches            | Arnaud Bihet              |        | UDI                      | Unis pour la Somme                                                  |
| Gamaches            | Guislaine Sire            |        | DVD                      | Somme droite, centre et indépendants (Unis pour la Somme 2021-2022) |
| Ham                 | Frédéric Demule           |        | DVC (UDI jusqu'en 2022)  | Non inscrit (Unis pour la Somme de 2021 à 2022)                     |
| Ham                 | Françoise Ragueneau       |        | UDI                      | Unis pour la Somme                                                  |
| Moreuil             | Bertrand Demouy           |        | UDI                      | Unis pour la Somme                                                  |
| Moreuil             | Françoise Maille-Barbare  |        | DVD                      | Somme droite, centre et indépendants (Unis pour la Somme 2021-2022) |
| Péronne             | Christophe Boulogne       |        | DVG                      | La Somme en commun                                                  |
| Péronne             | Valérie Kumm              |        | PS                       | La Somme en commun                                                  |
| Poix-de-Picardie    | Isabelle De Waziers       |        | LR                       | Unis pour la Somme                                                  |
| Poix-de-Picardie    | Jannick Lefeuvre          |        | UDI                      | Unis pour la Somme                                                  |
| Roye                | Josiane Hérouart          |        | PS                       | La Somme en commun                                                  |
| Roye                | Wilfried Larcher          |        | DVG                      | Non inscrit (La Somme en commun de 2021 à 2023)                     |
| Rue                 | Claude Hertault           |        | UDI                      | Unis pour la Somme                                                  |
| Rue                 | Jocelyne Martin           |        | UDI                      | Unis pour la Somme                                                  |

## Exécutif

### 2021-2024

#### Élection du Président
| Candidats                | Candidats                | Partis                   | Premier tour | Premier tour |
| Candidats                | Candidats                | Partis                   | Voix         | %            |
| ------------------------ | ------------------------ | ------------------------ | ------------ | ------------ |
|                          | Stéphane Haussoulier     | DVD                      | 26           | 59,09        |
|                          | Zohra Darras             | PS                       | 18           | 40,91        |
|                          |                          |                          |              |              |
| Suffrages exprimés       | Suffrages exprimés       | Suffrages exprimés       | 44           | 95,66        |
| Votes blancs             | Votes blancs             | Votes blancs             | 1            | 2,17         |
| Votes nuls               | Votes nuls               | Votes nuls               | 1            | 2,17         |
| Total                    | Total                    | Total                    | 46           | 100          |
| Abstention               | Abstention               | Abstention               | 0            | 0,00         |
| Inscrits / participation | Inscrits / participation | Inscrits / participation | 46           | 100          |

#### Bureau
| Titulaire | Titulaire                                   | Fonction            | Compétences                                                 |
| --------- | ------------------------------------------- | ------------------- | ----------------------------------------------------------- |
|           | Stéphane Haussoulier                        | Président           |                                                             |
|           | Christelle Hiver                            | 1er Vice-présidente | Ressources humaines et administration départementale        |
|           | Pascal Bohin                                | 2e Vice-président   | Aménagement et attractivité des territoires                 |
|           | Isabelle de Waziers- (Démissionnaire)       | 3e Vice-présidente  | Finances et Europe                                          |
|           | Franck Beauvarlet                           | 4e Vice-président   | Environnement et transition écologique                      |
|           | Brigitte Lhomme                             | 5e Vice-présidente  | Projets structurants                                        |
|           | Hubert de Jenlis                            | 6e Vice-président   | Infrastructures départementales et bâtiments départementaux |
|           | Virginie Caron-Decroix                      | 7e Vice-présidente  | Jeunesse, collèges et réussite éducative                    |
|           | Olivier Jardé - (Démissionnaire)            | 8e Vice-président   | Enfance, famille et santé                                   |
|           | Françoise Ragueneau                         | 9e Vice-présidente  | Autonomie des personnes âgées et des personnes handicapées  |
|           | Jean-Michel Bouchy                          | 10e Vice-président  | Insertion, retour à l’emploi, logement et habitat           |
|           | Sabrina Holleville-Milhat- (Démissionnaire) | 11e Vice-présidente | Tourisme                                                    |
|           | Emmanuel Noiret                             | 12e Vice-président  | Développement agricole et ruralité                          |
|           | Margaux Delétré                             | 13e Vice-présidente | Culture et sport                                            |

### Depuis 2024

#### Élection de la Présidente
| Candidats                | Candidats                | Partis                   | Premier tour | Premier tour |
| Candidats                | Candidats                | Partis                   | Voix         | %            |
| ------------------------ | ------------------------ | ------------------------ | ------------ | ------------ |
|                          | Christelle Hiver         | DVD                      | 22           | 100,00       |
|                          |                          |                          |              |              |
| Suffrages exprimés       | Suffrages exprimés       | Suffrages exprimés       | 22           | 75,86        |
| Votes blancs             | Votes blancs             | Votes blancs             | 7            | 24,14        |
| Total                    | Total                    | Total                    | 29           | 63,04        |
| Abstention               | Abstention               | Abstention               | 17           | 36,96        |
| Inscrits / participation | Inscrits / participation | Inscrits / participation | 46           | 100,00       |

#### Bureau
| Titulaire | Titulaire                 | Fonction            | Compétences                                            |
| --------- | ------------------------- | ------------------- | ------------------------------------------------------ |
|           | Christelle Hiver          | Présidente          |                                                        |
|           | Isabelle de Waziers       | 1er Vice-présidente | Finances et Europe                                     |
|           | Olivier Jardé             | 2e Vice-président   | Enfance, famille et santé                              |
|           | Margaux Delétré           | 3e Vice-présidente  | Culture, patrimoine et sport                           |
|           | Franck Beauvarlet         | 4e Vice-président   | Espaces naturels et transition écologique              |
|           | Brigitte Lhomme           | 5e Vice-présidente  | Projets structurants                                   |
|           | Hubert de Jenlis          | 6e Vice-président   | Infrastructures, mobilités et bâtiments départementaux |
|           | Françoise Ragueneau       | 7e Vice-présidente  | Autonomie du grand âge et handicap                     |
|           | Pascal Bohin              | 8e Vice-président   | Aménagement du territoire et agriculture               |
|           | Sabrina Holleville-Milhat | 9e Vice-présidente  | Tourisme et attractivité                               |
|           | Jean-Michel Bouchy        | 10e Vice-président  | Insertion, retour à l’emploi, logement et habitat      |
|           | Virginie Caron-Decroix    | 9e Vice-présidente  | Collèges et réussite éducative                         |
|           | Guillaume Duflot          | 12e Vice-président  | Jeunesse, égalité et citoyenneté                       |
|           | Sabine Carton             | 13e Vice-présidente | Ressources humaines                                    |

## Historique

### Évolution de l'assemblée départementale
|                  | Groupe | Groupe | Groupe | Groupe | Groupe | Non-inscrit |
| GDR              | ASD    | LSC    | UPS    | SDCI   |        | Non-inscrit |
| ---------------- | ------ | ------ | ------ | ------ | ------ | ----------- |
|                  |        |        |        |        |        | Non-inscrit |
| 1er juillet 2021 | 5      | 3      | 10     | 28     | -      | -           |
| 1er janvier 2022 | 5      | 3      | 10     | 28     | -      | -           |
| 1er janvier 2023 | 5      | 3      | 10     | 22     | 5      | 1           |
| 1er janvier 2024 | 5      | 3      | 9      | 22     | 5      | 2           |
| 1er janvier 2025 | 5      | 3      | 9      | 22     | 5      | 2           |
|                  | GDR    | ASD    | LSC    | UPS    | SDCI   |             |
|                  |        |        |        |        |        |             |